# Liriomyza eupatoriana
Liriomyza eupatoriana är en tvåvingeart som beskrevs av Spencer 1954. Liriomyza eupatoriana ingår i släktet Liriomyza och familjen minerarflugor. Inga underarter finns listade i Catalogue of Life.